# ATP Challenger Tour Finals 2014
El ATP Challenger Tour Finals 2014 es un torneo de tenis jugado en la Sociedade Harmonia de Tenis en San Pablo, Brasil, entre el 19 y el 23 de noviembre de 2014.

## Torneo
Está dirigido por la Asociación de Tenistas Profesionales (ATP) y es parte de la ATP Challenger Tour 2013. El local pasó del Ginásio do Ibirapuera para la Sociedade Harmonia de Tenis, debido al cambio de sede, el torneo se jugará en canchas de tierra batida al aire libre por primera vez a diferencia de las ediciones anteriores, que se jugó en canchas duras bajo techo. El torneo sirve como la conclusión de la temporada para los jugadores en el ATP Challenger Tour. Los siete mejores jugadores de la temporada y un adjudicatario comodín califican para el evento y se dividen en dos grupos de cuatro. Durante esta etapa, los jugadores compiten en un formato de round robin (que significa que los jugadores juegan todos contra todos). Los dos jugadores con los mejores resultados en cada grupo clasifican a las semifinales, donde los ganadores de un grupo se enfrentan a los subcampeones del otro grupo. A partir de aquí el perdedor queda eliminado del torneo.

## Puntos y premios
El total de premios del torneo fue de US$ 220,000.
| Etapa                | Dinero       | Puntos  |
| -------------------- | ------------ | ------- |
| Campeón              | RR + $45,000 | RR + 80 |
| Finalista            | RR + $21,000 | RR + 30 |
| Partido ganado en RR | $6,300       | 15      |
| Participación        | $6,300       | 0       |
| Alternantes          | $3,500       | 0       |

- RR son los puntos o premios ganados en la etapa de Round Robin.

## Clasificación
| Ranking ATP Challenger Tour 2014 | Ranking ATP Challenger Tour 2014 | Ranking ATP Challenger Tour 2014 | Ranking ATP Challenger Tour 2014 | Ranking ATP Challenger Tour 2014 | ATP Ranking2 |
| #1 | Favorito2                        | Jugador                          | Puntos                           | Torneos                          | ATP Ranking2 |
| --- | -------------------------------- | -------------------------------- | -------------------------------- | -------------------------------- | ------------ |
| 1 |                                  | Gilles Muller                    | 647                              | 14                               |              |
| 2 | 2                                | Diego Schwartzman                | 557                              | 20                               | 77           |
| 3 | 3                                | Victor Estrella                  | 488                              | 15                               | 80           |
| 4 |                                  | João Souza                       | 470                              | 21                               |              |
| 5 |                                  | Go Soeda                         | 437                              | 19                               |              |
| 6 |                                  | David Goffin                     | 420                              | 8                                |              |
| 7 | 1                                | Simone Bolelli                   | 418                              | 8                                | 60           |
| 8 |                                  | Albert Ramos-Viñolas             | 411                              | 10                               |              |
| 9 | 4                                | Andreas Haider-Maurer            | 411                              | 22                               | 83           |
| 10 |                                  | Jan-Lennard Struff               | 408                              | 10                               |              |
| 11 | 5                                | Blaž Rola                        | 399                              | 19                               | 86           |
| 12 |                                  | Pablo Cuevas                     | 397                              | 9                                |              |
| 13 | 6                                | Marsel İlhan                     | 392                              | 15                               | 100          |
| 14 | 7                                | Máximo González                  | 387                              | 17                               | 101          |
| 116 | 8                                | Guilherme Clezar                 | 166                              | 20                               | 312          |
| 1 Ranking ATP Challenger al día 27 de octubre de 2014. 2 Cabezas de serie determinados por el ranking ATP al día 10 de noviembre de 2014. |                                  |                                  |                                  |                                  |              |
| Clave |                                  |                                  |                                  |                                  |              |
| Clasificado |                                  |                                  |                                  |                                  |              |
| Invitado (WC) |                                  |                                  |                                  |                                  |              |
| Rechazó la participación |                                  |                                  |                                  |                                  |              |

Los siete jugadores con más puntos acumulados en los torneos ATP Challenger durante el año más uno participante comodín del país anfitrión se clasificaron para las ATP Challenger Tour Finals 2014. Los puntos contables incluyen los puntos ganados en el año 2014 hasta el 27 de octubre, además de los puntos ganados en el final de la temporada 2013. Sin embargo, los jugadores eran solamente elegibles para clasificar para el torneo si participaron como mínimo en ocho torneos ATP Challenger Tour durante la temporada. Por otra parte, para sumar los puntos del año se tomaron en cuenta los mejores diez resultados.

## Jugadores clasificados
La clasificación final de jugadores fue anunciada inicialmente el 23 de octubre de 2013 a la página web del torneo, basado en el ranking Challenger del año hasta esa fecha . El 28 de octubre de 2013, la ATP lo anunció en su sitio web. 
Diego Schwartzman, Víctor Estrella y Simone Bolelli clasificaron directamente al evento. Gilles Muller, João Souza, Go Soeda y David Goffin decidieron no competir por lo que ingresaron en su lugar Andreas Haider-Maurer, Blaž Rola , Marsel İlhan y Máximo González. El invitado local fue Guilherme Clezar.

## Round Robin

### Grupo A

#### Resultados
| Día             | Jugador               | Jugador               | Resultado          |
| --------------- | --------------------- | --------------------- | ------------------ |
| 19 de noviembre | Máximo González       | Víctor Estrella       | 6–3, 6–4           |
| 19 de noviembre | Simone Bolelli        | Andreas Haider-Maurer | 6–4, 6–4           |
| 20 de noviembre | Víctor Estrella       | Andreas Haider-Maurer | 6–2, 6–0           |
| 20 de noviembre | Simone Bolelli        | Máximo González       | 6–4, 5–7, 7–6(7–3) |
| 21 de noviembre | Andreas Haider-Maurer | Máximo González       | 4–6, 6–1, 6–1      |
| 21 de noviembre | Víctor Estrella       | Simone Bolelli        | 6–4, 6–2           |

#### Posiciones
| Pos. | Favorito | Jugador               | Jugador | Sets | Juegos |
| ---- | -------- | --------------------- | ------- | ---- | ------ |
| 1    | 1        | Simone Bolelli        | 2:1     | 4:3  | 36:37  |
| 2    | 3        | Víctor Estrella       | 2:1     | 4:2  | 31:20  |
| 3    | 5        | Andreas Haider-Maurer | 1:2     | 2:5  | 26:32  |
| 4    | 7        | Máximo González       | 1:2     | 4:4  | 37:41  |

### Grupo B

#### Resultado
| Día             | Ganador           | Perdedor          | Resultado               |
| --------------- | ----------------- | ----------------- | ----------------------- |
| 19 de noviembre | Diego Schwartzman | Guilherme Clezar  | 6–3, 6–2                |
| 19 de noviembre | Blaž Rola         | João Souza        | 6–3, 6–4                |
| 20 de noviembre | Guilherme Clezar  | João Souza        | 7–6(7–4), 2–6, 7–6(9–7) |
| 20 de noviembre | Blaž Rola         | Diego Schwartzman | 6–4, 2–6, 6–3           |
| 21 de noviembre | Diego Schwartzman | João Souza        | 3–6, 7–6(7–2), 6–2      |
| 21 de noviembre | Guilherme Clezar  | Blaž Rola         | 6–4, 6–3                |

#### Posiciones
| Pos. | Favorito | Jugador           | Jugador | Sets | Juegos |
| ---- | -------- | ----------------- | ------- | ---- | ------ |
| 1    | 2        | Diego Schwartzman | 2:1     | 5:3  | 41:33  |
| 2    | 8        | Guilherme Clezar  | 2:1     | 4:3  | 33:37  |
| 3    | 4        | Blaž Rola         | 2:1     | 4:3  | 33:32  |
| 4    | 6        | João Souza        | 0:3     | 2:6  | 39:44  |

## Cuadro final
|  | Semifinales | Semifinales       | Semifinales | Semifinales       | Semifinales |   |      | Final            | Final | Final | Final | Final |  |
|  |             |                   |             |                   |             |   |      |                  |       |       |       |       |  |
|  |             |                   |             |                   |             |   |      |                  |       |       |       |       |  |
|  | 3           | Víctor Estrella   | 64          | 7                 | 612         |   |      |                  |       |       |       |       |  |
|  | 3           | Víctor Estrella   | 64          | 7                 | 612         |   |      |                  |       |       |       |       |  |
|  | 8/WC        | Guilherme Clezar  | 7           | 60                | 714         |   |      |                  |       |       |       |       |  |
|  | 8/WC        | Guilherme Clezar  | 7           | 60                | 714         |   | 8/WC | Guilherme Clezar | 2     | 3     |       |       |  |
|  |             |                   |             |                   |             |   | 8/WC | Guilherme Clezar | 2     | 3     |       |       |  |
|  |             |                   | 2           | Diego Schwartzman | 6           | 6 |      |                  |       |       |       |       |  |
|  | 2           | Diego Schwartzman | 2           | Diego Schwartzman | 6           | 6 | 7    | 6                |       |       |       |       |  |
|  | 2           | Diego Schwartzman |             |                   |             |   | 7    | 6                |       |       |       |       |  |
|  | 1           | Simone Bolelli    | 5           | 2                 |             |   |      |                  |       |       |       |       |  |
|  | 1           | Simone Bolelli    | 5           | 2                 |             |   |      |                  |       |       |       |       |  |
|  |             |                   |             |                   |             |   |      |                  |       |       |       |       |  |